# Love During Wartime
Love During Wartime är en svensk-dansk-amerikansk dokumentärfilm från 2011 i regi av Gabriella Bier.
Filmen skildrar kärleksrelationen mellan den palestinske Osamas och den israeliske Jasmin. I Israel är deras äktenskap olagligt och i Paletina blir de hotade. De tvingas i exil, men försöker trots detta hålla sina drömmar vid liv. Bier följde paret under fem år med början 2004.
Love During Wartime producerades av Tobias Jansson, Louise Køster och Jenny Örnborn och fotades av Albin Biblom. Den premiärvisades 4 februari 2011 på Göteborgs filmfestival och hade biopremiär den 19 januari 2012. Den 20 mars 2012 visades den av Sveriges Television.

## Mottagande
Tidningen Sydsvenskan gav betyget 3/5. Recensenten Mattias Oscarsson skrev "Som alltid när man kommer ner på ett individplan framstår åtskillnad mellan människor på grund av nationstillhörighet och religion som ett löjeväckande påfund."